# Gesellschaft für Bildung und Wissen
Die Gesellschaft für Bildung und Wissen (GBW) ist eine Vereinigung von „an Bildung und Wissen interessierte Personen – insbesondere Lehrer an Schulen und Hochschulen“. Sie wurde im Juni 2010 gegründet als Reaktion auf den seit der PISA-Debatte eingeschlagenen Weg der Ökonomisierung der Bildung und ging aus den sog. Frankfurter Einsprüchen (2005) hervor. Ihr erklärtes Ziel ist die „Neubesinnung von Schulen und Universitäten im Zeichen von Bildung und Wissen.“
Der Vorstand wie auch der erweiterte Beirat besteht zum größten Teil aus Erziehungswissenschaftlern und Fachdidaktikern, ergänzt um einige Studienräte und Philosophen.
Vorstandsmitglieder sind der Kunstpädagoge Jochen Krautz, der Philosoph Konrad Paul Liessmann, der Pädagoge Carl Bossard, der Bildungsphilosoph Matthias Burchardt sowie die Pädagogen Karl-Heinz Dammer und Monika Reusmann.
Außenwirkung erreicht die GBW durch Veranstaltungsreihen – etwa die Inkompetenzkonferenzen an der Frankfurter Goethe-Universität – und ihre Webseite, für deren Pflege und Aktualisierung eine Redaktion verantwortlich ist. Im Jahr 2014 veröffentlichte die GBW die deutsche Fassung eines offenen Briefes an Andreas Schleicher wider die Schulleistungsuntersuchung („Testeritis“) im Schulsystem, der Widerhall in den Feuilletons fand.
Neben aktuellen Terminen und Veranstaltungen werden dort Fachbeiträge und Basistexte versammelt, die die Position der GBW-Mitglieder widerspiegeln.